# Kantar Ibope Media (Perú)
Kantar Ibope Media es la sucursal peruana de la empresa homónima. Es la principal medidora de medios de comunicación dentro del territorio peruano.

## Historia
Ibope fue fundado en Brasil en 1942 por Auricélio Penteado.
Su sucursal operó a finales de los años 1990, como parte de una estrategia de internacionalización para revisar la realidad de la televisión en sus países vecinos. Durante ese proceso, consiguió la adquisición de equipos de la histórica CPI, nombre comercial de la Compañía Peruana de Estudios de Mercados y Opinión Pública. Aquella empresa, fundada en 1973, fue la única en operar mediciones de audiencia a nivel nacional, tras la desaparición de sus rivales IVMP y Datum.
En 2019 asume Francisco Carvajal como gerente general.

## Mediciones

### Televisión
La empresa se encarga de medir el rating de los programas de la televisión peruana desde 1996, en una escala de 0 a 100.  Dicha sucursal mide el índice de audiencia diario en horarios matutinos, vespertinos y nocturnos. A partir de 2006, su sistema de medición es digital.
En un principio la Universidad de Lima (1992) calculó que 300 familias están afiliadas a una tecnología llamada People Meter por la entonces CPI. En 2015 la Pontificia Universidad Católica del Perú actualizó los datos a 780 familias, cuyo dispositivo instalado está distribuido en Lima (400 de ellas) y cinco ciudades más (380 más). Esas cinco ciudades son Arequipa, Trujillo, Chiclayo, Piura y Huancayo. Esa selección ha sido criticada por no ser no infalible para todo el país, ya que estas seis ciudades representan menos del 50 % de potenciales televidentes, y pierde cierta relevancia con el crecimiento de emisoras locales.
En lo que respecta a sus mediciones, únicamente las empresas pueden acceder a los servicios pagando por ellos. Solo seis canales principales contraron el servicio: América, Panamericana, TV Perú, Global TV, Latina y ATV. Estos canales suelen ocupar cada uno entre el 30 % y 70 % de tiempo de pantalla. Anteriormente el canal RBC contrató el servicio a mediados de los años 2000, hasta que fue retirado a petición de la gerencia. Ocasionalmente, Movistar TV puede revisar la audiencia de los canales de su servicio, aunque no el nivel de preferencia hacia los canales de la grilla de paga.
En 2008 se produjeron una serie de incidentes relacionados con Ibope. Panamericana no pudo medir su audiencia debido al incumplimiento de pago con Ibope, mientras que RBC generó controversia al acusar a la empresa de distorsionar los resultados de audiencia al favorecer a sus rivales. Entretanto, Gisela Valcárcel y Janet Barboza denunciaron la credibilidad de la empresa al supuestamente favorecer a América.

### Streaming
Desde 2019 se dedica a la medición de tendencias sociales.